# Euophrys patagonica
Euophrys patagonica es una especie de araña saltarina del género Euophrys, familia Salticidae. Fue descrita científicamente por Simon en 1905.
Habita en Chile.